# Vehkasaari, Mäntyharju
Vehkasaari är en ö i Finland. Den ligger i sjön Vehkajärvi och i kommunen Mäntyharju i den ekonomiska regionen  S:t Michel och landskapet Södra Savolax, i den södra delen av landet, 150 km nordost om huvudstaden Helsingfors. Öns area är 32 hektar och dess största längd är 1,2 kilometer i nord-sydlig riktning.